# Lytta manicata
Lytta manicata is een keversoort uit de familie van oliekevers (Meloidae). De wetenschappelijke naam van de soort is voor het eerst geldig gepubliceerd in 1903 door J. R. Sahlberg.